# Oyster Bay (Nova Iorque)
Oyster Bay é um hamlet e uma região censo-designada da vila de Oyster Bay, localizada no estado americano de Nova Iorque, no Condado de Nassau. Possui pouco mais de 7 mil habitantes, de acordo com o censo nacional de 2020. É também o local de uma estação no Oyster Bay Branch da Long Island Rail Road e o ponto final oriental desse ramo da ferrovia.
A área da região era consideravelmente maior antes de várias de suas partes serem incorporadas como aldeias separadas. Pelo menos seis das 36 aldeias e hamlets da vila de Oyster Bay têm margens em Oyster Bay Harbor e suas enseadas, e muitas delas eram anteriormente consideradas parte do hamlet de Oyster Bay; três deles são agora conhecidos como Mill Neck, Bayville e Centre Island. O Oyster Bay Post Office (código postal 11771) atende a várias áreas vizinhas também, incluindo as aldeias Oyster Bay Cove, Laurel Hollow, Cove Neck e Upper Brookville.

## Geografia
De acordo com o Departamento do Censo dos Estados Unidos, a região tem uma área de 4,2 km², dos quais 3,2 km² estão cobertos por terra e 1,0 km² (23,0%) por água.

## Demografia
Segundo o censo nacional de 2020, a sua população é de 7 049 habitantes e sua densidade populacional de 2 200,2 hab/km². Seu crescimento populacional na última década foi de 5,1%, acima do crescimento estadual de 4,2%.
Possui 2 964 residências que resulta em uma densidade de 925,0 residências/km² e um aumento de 0,6% em relação ao censo anterior. Deste total, 4,5% das unidades habitacionais estão desocupadas. A média de ocupação é de 2,5 pessoas por residência.
A renda familiar média é de 96 187 dólares e a taxa de emprego é de 61,2%.